# Luis Jaramillo
Luis Jaramillo (Panamá, Panamá; 25 de abril de 1988) es un futbolista panameño. Juega en la posición de mediocampista y su actual club es el Deportes Savio, de la segunda división de Honduras.

## Selección nacional
Ha sido internacional con la Selección de fútbol de Panamá. En el año 2009, disputó la Copa UNCAF 2009, realizada en Honduras, torneo en el cual su selección fue campeona. Jaramillo disputó 4 encuentros y marcó un gol.
También disputó la Copa Mundial de Fútbol Sub-20 de 2007 realizada en Canadá torneo en el que su selección terminó eliminada en la fase de grupos.
En junio de 2012 recibió su última convocatoria por parte de Julio César Dely Valdés para encarar dos juegos de la eliminatoria rumbo a Brasil 2014 ante Honduras en San Pedro Sula y Cuba en Ciudad de Panamá. 

### Participaciones en Copas del Mundo
| Mundial                               | Sede   | Resultado      |
| ------------------------------------- | ------ | -------------- |
| Copa Mundial de Fútbol Sub-20 de 2007 | Canadá | Fase de grupos |

### Participaciones en Copa Centroamericana
| Copa Centroamericana      | Sede     | Resultado |
| ------------------------- | -------- | --------- |
| Copa Centroamericana 2009 | Honduras | Campeón   |

### Goles internacionales
| # | Fecha    | Lugar                                        | Rival      | Gol     | Resultado | Competición     |
| - | -------- | -------------------------------------------- | ---------- | ------- | --------- | --------------- |
| 1 | 1-2-2009 | Estadio Nacional de Tegucigalpa, Tegucigalpa | Costa Rica | 3-4(p.) | 3-5(p.)   | Copa Uncaf 2009 |

## Clubes
| Club                   | País            | Año             | Partidos | Goles |
| ---------------------- | --------------- | --------------- | -------- | ----- |
| Chepo                  | Panamá          | 2005-2009       | 80       | 27    |
| Atlético La Sabana     | Colombia        | 2009            | 20       | 2     |
| Plaza Amador           | Panamá          | 2010            | 10       | 3     |
| Árabe Unido            | Panamá          | 2010            | 22       | 1     |
| Plaza Amador           | Panamá          | 2011            | 15       | 3     |
| Victoria               | Honduras        | 2011-2012       | 34       | 2     |
| Vida                   | Honduras        | 2012            | 8        | 0     |
| Sporting San Miguelito | Panamá          | 2013            | 16       | 1     |
| Chorrillo              | Panamá          | 2013-2016       | 95       | 8     |
| Plaza Amador           | Panamá          | 2016            | 20       | 4     |
| Chorrillo              | Panamá          | 2017-2018       | 41       | 6     |
| Universitario          | Panamá          | 2018-2019       | 19       | 1     |
| Platense               | Honduras        | 2020            | 23       | 0     |
| Deportes Savio         | Honduras        | 2021            |          |       |
| CD Suchitepéquez       | Guatemala       | 2021-2022       |          |       |
| Real Juventud          | Honduras        | 2022-presente   |          |       |
| Total en clubes        | Total en clubes | Total en clubes | 403      | 58    |

## Palmarés
| Título               | Club                   | País        | Año  |
| -------------------- | ---------------------- | ----------- | ---- |
| Copa Centroamericana | Selección Panamá       | Tegucigalpa | 2009 |
| LPF Clausura 2013    | Sporting San Miguelito | Panamá      | 2013 |
| LPF Clausura 2014    | Chorrillo FC           | Panamá      | 2014 |
| LPF Apertura 2017    | Chorrillo FC           | Panamá      | 2017 |